# Helmut Fiebach
Helmut Fiebach (* 8. August 1933; † 28. Juli 2016) war ein deutscher Fußballspieler. Der Offensivspieler hat in den damals erstklassigen Oberligen Nord und Berlin von 1955 bis 1963 insgesamt 177 Ligaspiele absolviert und dabei 87 Tore erzielt. In den Endrunden um die deutsche Fußballmeisterschaft lief er von 1956 bis 1962 in 21 Spielen auf und erzielte sechs Tore. Mit Tasmania Berlin gewann er dreimal in den Jahren 1958/59, 1959/60 und 1961/62 die Berliner Meisterschaft.

## Karriere
Helmut Fiebach begann das Fußballspielen kurz nach Kriegsende gemeinsam mit seinem damals besten Freund Herbert Heide (später Boxer in der Meistermannschaft des NSF) in der Jugend von Grün-Weiß Baumschulenweg. 1954 stieg er mit Südstern 08 in die Amateurliga Berlin auf. Er wechselte 1955 vom Tabellensechsten der Amateurliga Berlin, Südstern 08 Berlin, zu Hannover 96 in die Fußball-Oberliga Nord. Beim Deutschen Meister des Jahres 1954 debütierte er am Starttag, den 28. August 1955, beim 1:0-Auswärtserfolg gegen FC St. Pauli in der Oberliga Nord. Er spielte im damaligen WM-System neben den Angriffskollegen Heinz Wewetzer, Rolf Paetz, Klemens Zielinski und Hans Tkotz auf der Mittelstürmerposition und lernte dabei die Klasse des Pauli-Mittelläufers Otmar Sommerfeld kennen. Hannover errang hinter Serienmeister Hamburger SV die Vizemeisterschaft, wozu Fiebach in neun Ligaspielen drei Tore beigesteuert hatte, und zog in die Endrunde um die deutsche Fußballmeisterschaft ein. Dort absolvierte er gegen den FC Schalke 04, TuS Neuendorf und den Karlsruher SC sechs Spiele mit einem Tor.
Fiebach zog es nach einem Jahr zurück nach Berlin, er heuerte bei Tasmania Berlin an. Für Tasmania spielte er zehn Jahre, eines davon in der Bundesliga. In seinem einzigen Bundesligajahr, 1965/66, absolvierte er am Ende seiner Karriere noch 18 Spiele. Insgesamt kam er bei Tasmania zu 229 Ligaeinsätzen, in denen er 92 Tore schoss. 1959, 1960, 1962 und 1964 wurde er mit Tasmania Berliner Meister und 1958, 1961, 1962 und 1963 Berliner Pokalsieger. Zur ersten Meisterschaft von Tasmania in der Vertragsliga Berlin, 1958/59, steuerte „Helle“ Fiebach in 30 Ligaspielen 21 Treffer bei. In der ersten Endrunde um die deutsche Meisterschaft hatte es der Berliner Meister mit Kickers Offenbach, Hamburger SV und Westfalia Herne zu tun. In den Heimspielen konnten Fiebach und seine Mannschaftskollegen mithalten, dem späteren Finalisten Offenbach trotzte man vor 70.000 Zuschauern ein 2:2 ab und gegen Herne gelang ein 2:0-Heimerfolg. Nach der Titelverteidigung 1960 in Berlin bezwang Fiebach mit seinen Mannschaftskollegen in der Endrunde zweimal den Südwestmeister FK Pirmasens und auch gegen Werder Bremen gelang im Heimspiel ein 2:1-Erfolg. In diesen drei Spielen erzielte Fiebach drei Tore. Das Heimspiel gegen den 1. FC Köln mit Helmut Rahn, Josef Röhrig und Hans Schäfer verlor Tas vor 88.000 Zuschauern mit 1:2. Die Blau-Weißen aus Neukölln vertraten den Berliner Fußball in guter Manier. Der Kapitän der „Langen Kerls“ war über viele Jahre die Seele des Offensivspiels von Tas gewesen. Er war als kampfstarker Mittelstürmer ständig in Bewegung gewesen, dazu schuss- und kopfballstark. Als der Bonner „Brecher“ Heinz Fischer die Sturmmitte übernahm, wechselte Fiebach auf Halbrechts. In der Aufstiegsrunde zur Bundesliga 1964 wurde Fiebach sechsmal eingesetzt und schoss drei Tore. Die zwei Erfolge gegen den späteren Aufsteiger Borussia Neunkirchen (5:1) und den haushohen Favoriten FC Bayern München (3:0) ragten in der Aufstiegsrunde heraus. Im letzten Spiel gewann Neunkirchen mit einem Treffer von Elmar May in der 10. Minute mit 1:0 und stieg dadurch in die Bundesliga auf. Mit 6:6 Punkten belegte Tas den 3. Rang, einen Punkt hinter Bayern München und zwei Zähler hinter Neunkirchen.
Fiebach spielte erst als Mittelstürmer. Später zog er sich auf die Halbstürmerposition zurück und spielte am Ende seiner Karriere auch als rechter Verteidiger.
Er kam auch zu fünf Einsätzen in der Berliner Stadtauswahl.

## Privates
Fiebach war gelernter Bäcker und Vater einer Tochter. Später arbeitete er bis zu seiner Verrentung bei der DeGeWo, einer Wohnungsbaugesellschaft, als Cheffahrer. Des Weiteren betrieb er einen Zeitungsladen mit Lotto und Toto am Richardplatz in Berlin-Neukölln.